# Жоржолиани, Леван
Леван Жоржолиани (груз. ლომერ ჟორჟოლიანი, род.20 января 1988) — грузинский дзюдоист и самбист, призёр международных чемпионатов.

## Биография
Родился в 1988 году в посёлке Местиа. С детства занялся дзюдо, в 2005 году стал бронзовым призёром чемпионата Европы среди спортсменов моложе 23 лет.
В 2008 году принял участие в Олимпийских играх в Пекине и занял 5-е место. В 2011 и 2012 годах завоёвывал серебряные медали чемпионатов Европы. В 2012 году принял участие в Олимпийских играх в Лондоне и занял там 9-е место.
С 2010 года также стал выступать в соревнованиях по самбо, в 2011 и 2012 годах завоёвывал серебряные медали чемпионатов мира.